# Panzer V Panther
Panther (pronunciaciónⓘ) es el nombre común de un carro de combate alemán desplegado en la Segunda Guerra Mundial que estuvo en servicio desde mediados de 1943 hasta el final de la guerra en Europa en 1945. Hasta 1944, su designación oficial era Panzerkampfwagen V Panther (‘vehículo de combate blindado modelo V Pantera’) y su designación en el inventario de vehículos militares alemanes era Sd.Kfz. 171. El 27 de febrero de 1944, Hitler ordenó que el número romano V fuera eliminado de la designación.
Fue creado para contrarrestar al T-34 soviético, y reemplazar los Panzer III y Panzer IV, aunque nunca logró eclipsar en importancia al último, y sirvió junto a él así como junto a los tanques pesados Tiger hasta el final de la guerra. Tras el estudio de los T-34 soviéticos capturados se ordenó un diseño mejorado del blindaje, utilizando los planos inclinados además de un tren de rodaje de grandes ruedas y anchas orugas respetando un peso máximo de 30 toneladas. La excelente combinación de potencia de fuego, movilidad y protección del Panther sirvió como punto de referencia para los diseños de carros de combate de finales de la guerra y principios de la posguerra en otras naciones, y con frecuencia es considerado como uno de los mejores diseños de la Segunda Guerra Mundial.
El Panther esencialmente compartía el mismo motor del Tiger I, tenía un mejor blindaje frontal, en general era más ligero y en consecuencia más rápido, y podía maniobrar en terrenos difíciles mejor que el Tiger. Su desventaja era un débil blindaje lateral; el Panther demostró ser letal en campo abierto y disparando desde largas distancias, pero vulnerable en combate en espacios cerrados. Además, su cañón de 75 mm disparaba un proyectil un poco más pequeño que el cañón de 88 mm del Tiger, proporcionando menor potencia de fuego contra infantería, aunque seguía siendo muy eficaz.

## Desarrollo y producción
El Panther fue la respuesta directa al carro de combate soviético T-34. El primer encuentro con el T-34 soviético fue el 23 de junio de 1941, superando a los Panzer III y IV contemporáneos. Los soviéticos no tenían aún la habilidad táctica para explotar la superioridad del T-34, pero aun así sembraron el caos en las líneas alemanas.
Ante la insistencia del general Heinz Guderian se envió un equipo al frente oriental para valorar el T-34. Entre las características del tanque soviético destacaba el uso de blindaje inclinado, que mejoraba la deflexión de los impactos e incrementaba el grosor aparente del blindaje frente a la penetración. La cadena oruga ancha y las ruedas de gran tamaño mejoraban la movilidad en terreno blando, y también destacaron el cañón de gran calibre.
El propio Heinz Guderian había dicho cuando conoció el T-34 que debían copiarlo exactamente. Se presentaron dos modelos, uno casi idéntico al T-34 y el otro que fue elegido por ser más poderoso y diferente del soviético.
Daimler-Benz (DB) y Maschinenfabrik Augsburg-Nürnberg (MAN) recibieron la tarea de parte del ministro de Armamento Albert Speer a fines de noviembre de 1941  de desarrollar la barcaza y el diseño de la torre fue asignado a Rheinmetall-Borsig. Estas empresas debían  diseñar un nuevo carro de combate de 30-35 toneladas, denominado VK3002, para abril de 1942, aparentemente para poder mostrarlo en el cumpleaños de Hitler.

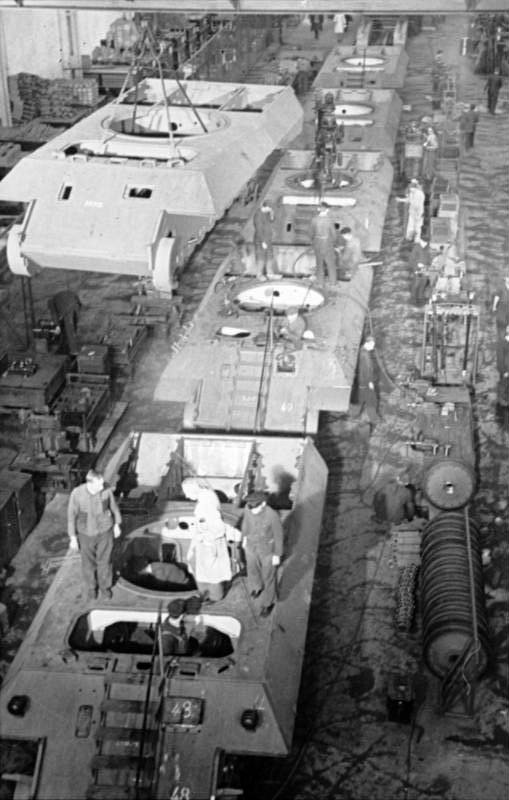
Línea de producción de Panther

Las dos propuestas fueron entregadas en abril de 1942. El diseño de Daimler-Benz era un homenaje directo al T-34. Evitando la propensión alemana de saturar y crear diseños complicados, se creó un diseño sencillo y limpio que se asemejaba al T-34 en la forma del casco y la torreta, un motor diésel, una suspensión de resorte de láminas, la disposición de las orugas y otras características. El diseño de MAN era más convencional, con una torreta más alta y ancha situada en la parte posterior del casco, un motor de gasolina, suspensión de barra de torsión y una disposición interna de la tripulación típica.
El diseño de MAN fue aceptado en mayo de 1942, a pesar de la preferencia de Hitler por el diseño de DB. Se fabricó un prototipo de acero en septiembre de 1942 y tras las pruebas en Kummersdorf fue oficialmente aceptado. Se puso inmediatamente en producción con la prioridad más alta. El comienzo de la producción se retrasó sin embargo, porque había muy pocas herramientas especializadas para trabajar en la construcción del casco. Los carros fueron terminados en diciembre y sufrían problemas de fiabilidad como resultado de la rapidez.
Debido a su superioridad temporal en el frente ruso, los soviéticos comenzaron el desarrollo de un nuevo carro de combate y la mejora de algunos cañones anticarro que resultaron en el cazacarros SU-76 y el reemplazo del cañón del T-34 (1943) de 76 mm por 85 mm de mayor velocidad de salida; esto se hizo tiempo después de que el Panther estuviera operativo en el frente oriental. Los británicos desarrollaron el cañón de 16 libras Mathilda como defensa ante la superioridad del Panther. 
La demanda para este modelo fue tan alta que la fabricación se amplió rápidamente fuera de MAN, incluyendo a Daimler-Benz y en 1943 a las firmas Maschinenfabrik Niedersachsen-Hannover y Henschel.
El objetivo inicial de producción era de 250 unidades al mes en MAN; se incrementó a 600 al mes en enero de 1943. A pesar de los esfuerzos, nunca se alcanzó esta cifra a causa de las interrupciones por los bombardeos aliados, los embotellamientos de fabricación y otras dificultades. La producción media en 1943 era de 148 unidades mensuales. En 1944 se alcanzó la cifra de 315 unidades al mes (3777 unidades ese año), con el punto máximo en julio con 380 unidades y terminado alrededor de finales de marzo de 1945 con al menos 6000 unidades construidas.
La máxima cantidad de carros de combate activos fue el 1 de septiembre de 1944 con 2304 unidades, pero ese mismo mes también se alcanzó el mayor número de pérdidas, 692.

## Diseño

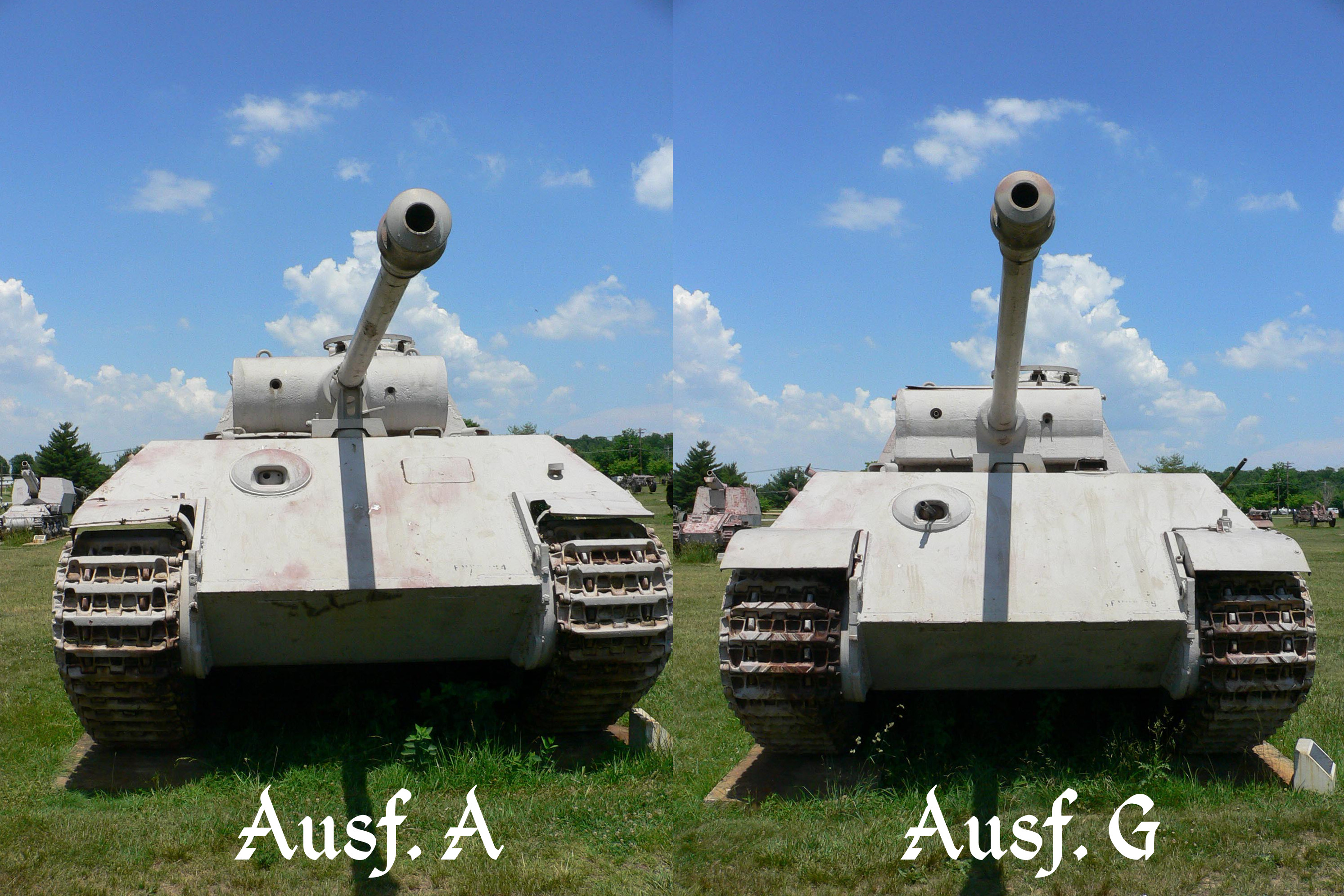
Panther A (Izquierda) con el mantelete redondeado y Panther G (Derecha) con el mantelete achatado en forma de "quijada".

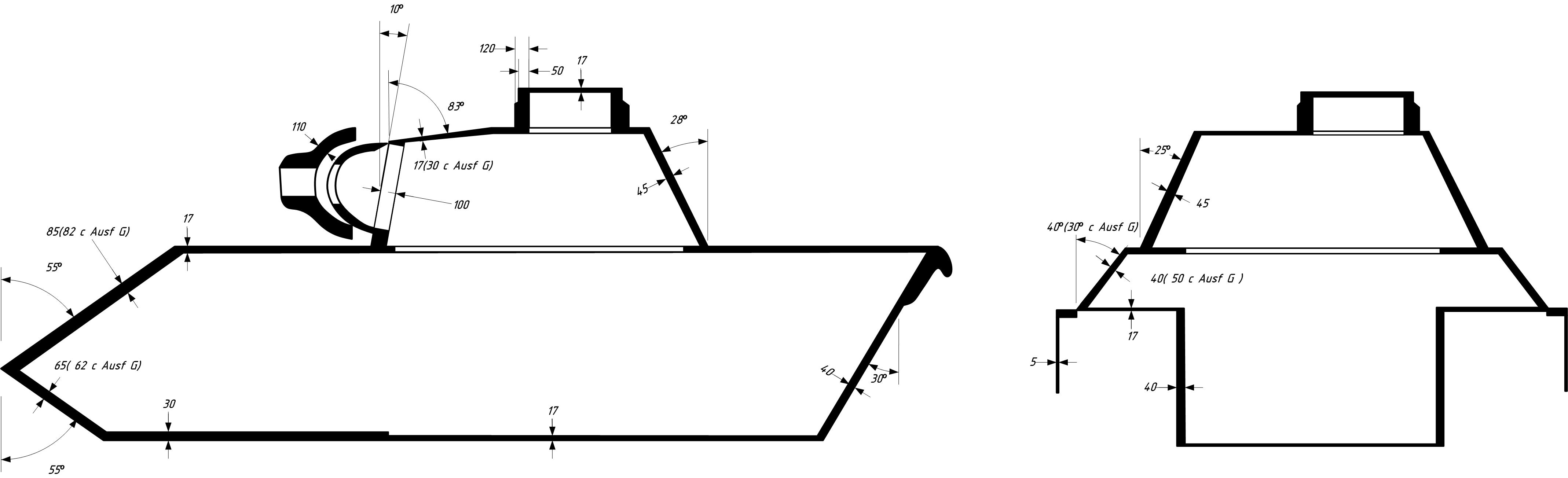
Esquema del blindaje del Panther

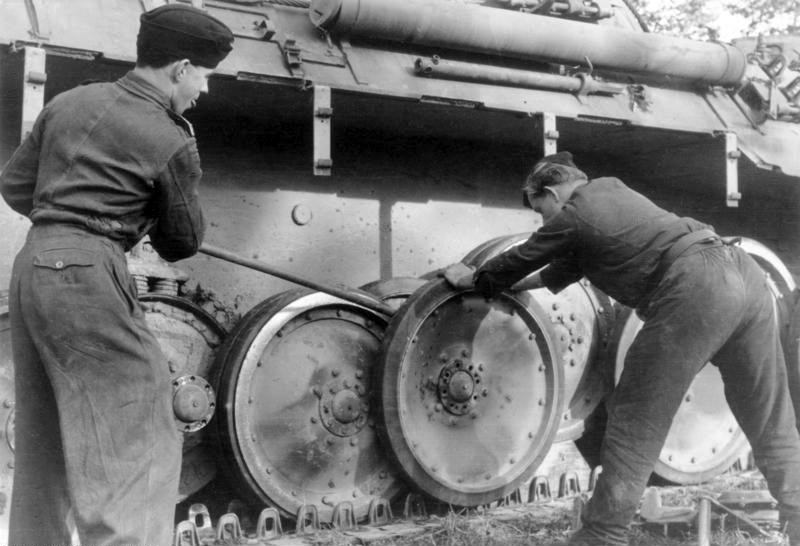
Ruedas intercaladas del Panther

Exceptuando el blindaje inclinado y el cañón sobresaliente, el Panther era un diseño alemán convencional con una tripulación de 5 hombres. Su peso aumentó de las 35 toneladas previstas a 43 toneladas. Su motor principal era un Maybach HL 230 V-12 de 23 litros con 700 cv. El motor impulsaba ocho ruedas dobles entrelazadas de acero y ruedas de goma en cada lado con una suspensión escalonada de barra de torsión.
El control del vehículo se lograba a través de una caja de cambios ZF AK-7-200 de siete marchas hacia adelante y una hacia atrás. La tripulación constaba de conductor, radio-operador, artillero, cargador y comandante. Se modificó el visor del conductor sustituyendo por un telescopio giratorio. 
El blindaje consistía en una placa de acero homogénea, soldada pero también entrelazada por fuerza. Los modelos originales sólo tenían un máximo de 60 mm de blindaje en el glacis superior y 80mm en el mantelete de la torreta. Pronto se aumentó a 80 mm en el glacis superior y 60 mm en el inferior, el blindaje del mantelete de la torreta cambio a 100mm para la versión Ausf D. En julio de 1943 comenzó la producción del Panther Ausf A, esta versión tenía una montura esférica con una ametralladora que podía ser disparada por el operador de radio y un nuevo sistema de velocidad variable para girar la torreta, también se cambió la cúpula por una con mejor blindaje y de perfil más bajo. En septiembre de 1943 comenzó la producción del Panther Ausf G, la versión que se produciría hasta el final de la guerra. Esta versión presentó muchos cambios en el blindaje, se aumentó a 110mm el blindaje del mantelete, se redujo a 50mm el blindaje del glacis inferior y se produjo un nuevo chasis donde el blindaje lateral ahora sería de 50mm pero angulado a 29 grados (anteriormente 40mm a 40 grados). También se adoptó el nuevo y característico diseño de mantelete, que terminaba en forma de "quijada" hacia la parte inferior, eso buscaba evitar que disparos dirigidos al mantelete que normalmente no hubiesen penetrado reboten en la parte inferior y sean redirigidos al techo del chasis, el cual era mucho más débil. Esto era posible con el diseño semicircular que tenía el diseño previo pero prácticamente imposible con el nuevo. Una cubierta de 50 mm de Zimmerit (material antimagnético) también llegó a ser habitual. 
En cuanto a la efectividad del blindaje, su frontal fue impenetrable para los cañones de 76,2 mm soviéticos y los cañones aliados a distancias normales, y era aun más resistente que el del Tiger I a pesar de ser 20mm más fino, esto se debe a que mientras que el Tiger I tenía dispuesto su blindaje en un ángulo recto, el del Panther estaba inclinado a 55 grados, haciendo que su grosor efectivo se acerque a los 140mm. Sin embargo, los laterales eran deficientes al contar con un blindaje de unos 45 mm. Esto lo hacia especialmente vulnerable por los lados en comparación al Tiger I, que tenía 80mm de blindaje lateral. 
El cañón principal era un KwK 42 L/70 de Rheinmetall de 75 mm con 79 disparos, y dos ametralladoras de apoyo MG 34. El cañón de Panther no tenía un calibre especialmente grande en ese momento, pero era uno de los más poderosos de la Segunda Guerra Mundial, debido al gran cartucho y a la longitud del cañón, que le daba una alta velocidad de salida del proyectil.
La trayectoria plana también hacía que impactar a los objetivos fuera más sencillo. En determinadas circunstancias, su KwK 42 tenía más capacidad de penetración que el cañón de 88 mm del Tiger I, aunque no la del Tiger II. Sin embargo, los 75 mm no permitían un mayor proyectil de alto poder explosivo (HE = High Explosive), los cuales eran empleados muy a menudo y más que los perforantes. La munición rompedora Pz.Gr. 39/42 con una velocidad inicial de 925 m/s, o perforante Pz.Gr. 40/42 que alcanzaba una velocidad de salida de 1120 m/s que le permitía atravesar blindajes de 170 mm de acero a una distancia de 900 metros. Se transportaban 70 rondas de 75 mm y 4800 cartuchos de 7,92 mm.
Con respecto al equipamiento de transmisión, además del propio de interfonía en el costado derecho de la torre, incorporaba un emisor-receptor FuG 5 de 5 vatios de potencia que funcionaba en el rango de la VHF; en la parte frontal incorporaba también en la misma banda un emisor-receptor FuG 8 de 30 vatios de potencia con un alcance de hasta 65 km que permitía la comunicación con los puestos de mando de las unidades superiores. También iba equipado con un generador auxiliar GG 400, caja de accesorios, antena de dos metros para el FuG 5 y la del FuG 8 con acabado en estrella; estos artículos eran flexibles y se colocaban desmontadas en la parte trasera del blindado. Los vehículos de mando equipados con estos equipos se denominaban Sd.Kfz 267, la versión que coordinaba el apoyo de fuego aéreo se equipaba con FuG 5 y FuG 7 con una potencia de 20 vatios y una antena no estrella sino habitual de una longitud de 1,4 m y se codificaban como Sd.Kfz 268.
Una vez que se solucionaron los problemas causados por la vulnerabilidad del motor y la transmisión, el Panther demostró ser un vehículo de combate efectivo, tan eficaz como el Tiger, pero que exigía menos para ser construido y logísticamente causaba menos problemas. Entre la tripulación aliada existía una "regla de oro" de necesitar cinco M4 Sherman para destruir un Tiger I.
Los Panther capturados por las tropas soviéticas se mantenían en funcionamiento para poder utilizarlos. El manual del Panther, el Pantherfibel, fue traducido al ruso y entregado a los tripulantes de los Panther capturados.

## Variantes
El término alemán Ausf. es una abreviatura de Ausführung, que significa versión.

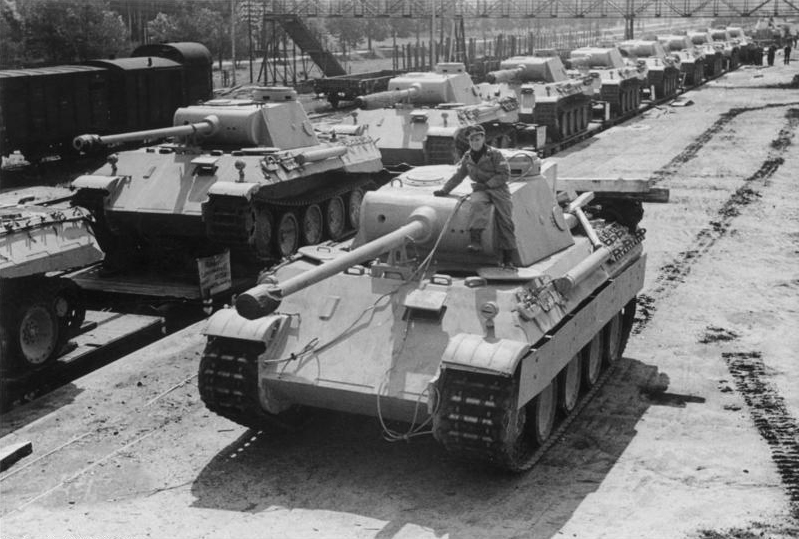
Tanques Panther Ausf. D en 1943. El modelo D puede ser reconocido por su cúpula.

- Ausf. A: 20 unidades producidas en noviembre de 1942 (prototipos, algunas veces denominados Ausf. A1).
- Ausf. D: 842 unidades producidas entre enero de 1943 y septiembre de 1943.
- Ausf. A: 2.192 unidades producidas entre agosto de 1943 y junio de 1944 (algunas veces denominados Ausf. A2).
- Ausf. G: 2.953 unidades producidas entre marzo de 1943 y abril de 1945.
- Befehlspanzer Panther (Pz Bef Wg): 329 unidades convertidas entre mayo de 1943 y febrero de 1945, equipo de radio extra.
- Beobachtungspanzer Panther (Pz Beob Wg): 41 unidades convertidas entre 1944 y 1945, dos ametralladoras y cañón simulado.
- Bergepanther (vehículo de recuperación): 347 unidades entre 1943 y 1945.

## En combate

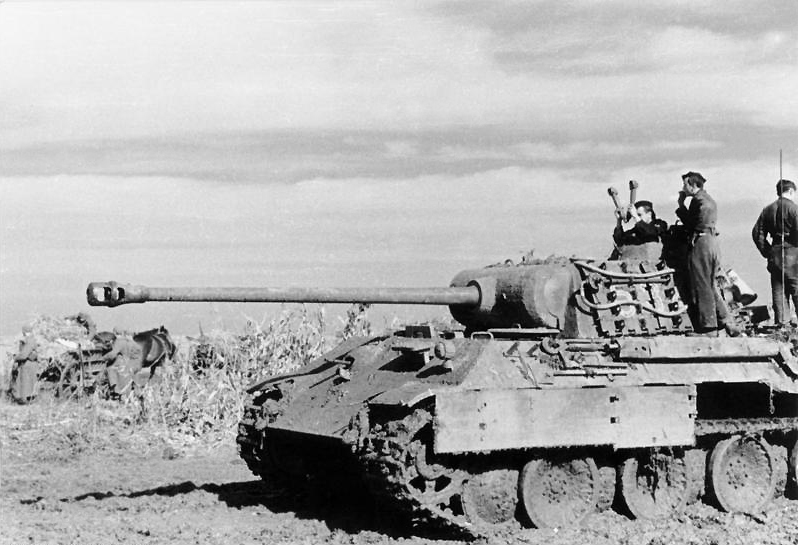
Un Panther en el Frente Oriental en 1944

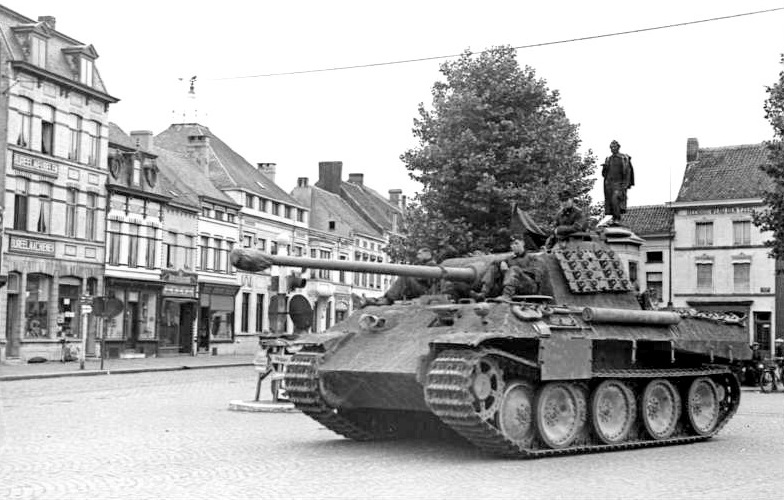
Un Panther en junio de 1944

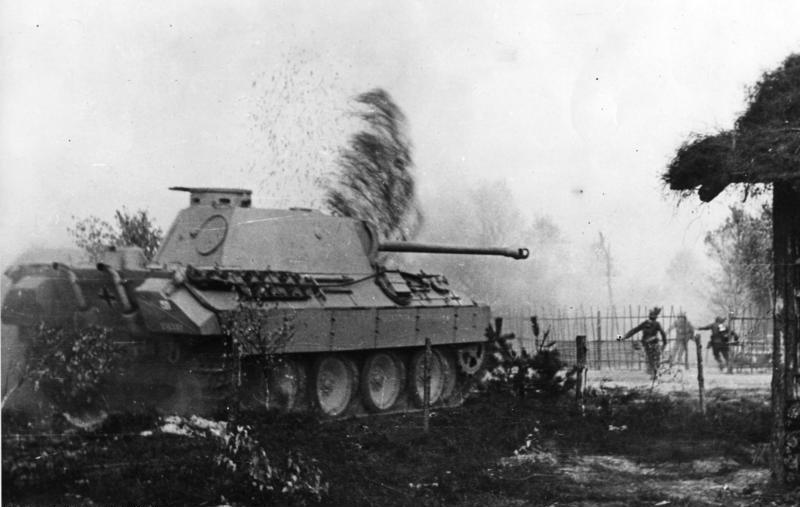
Un Panther en combate con apoyo de infantería en 1944

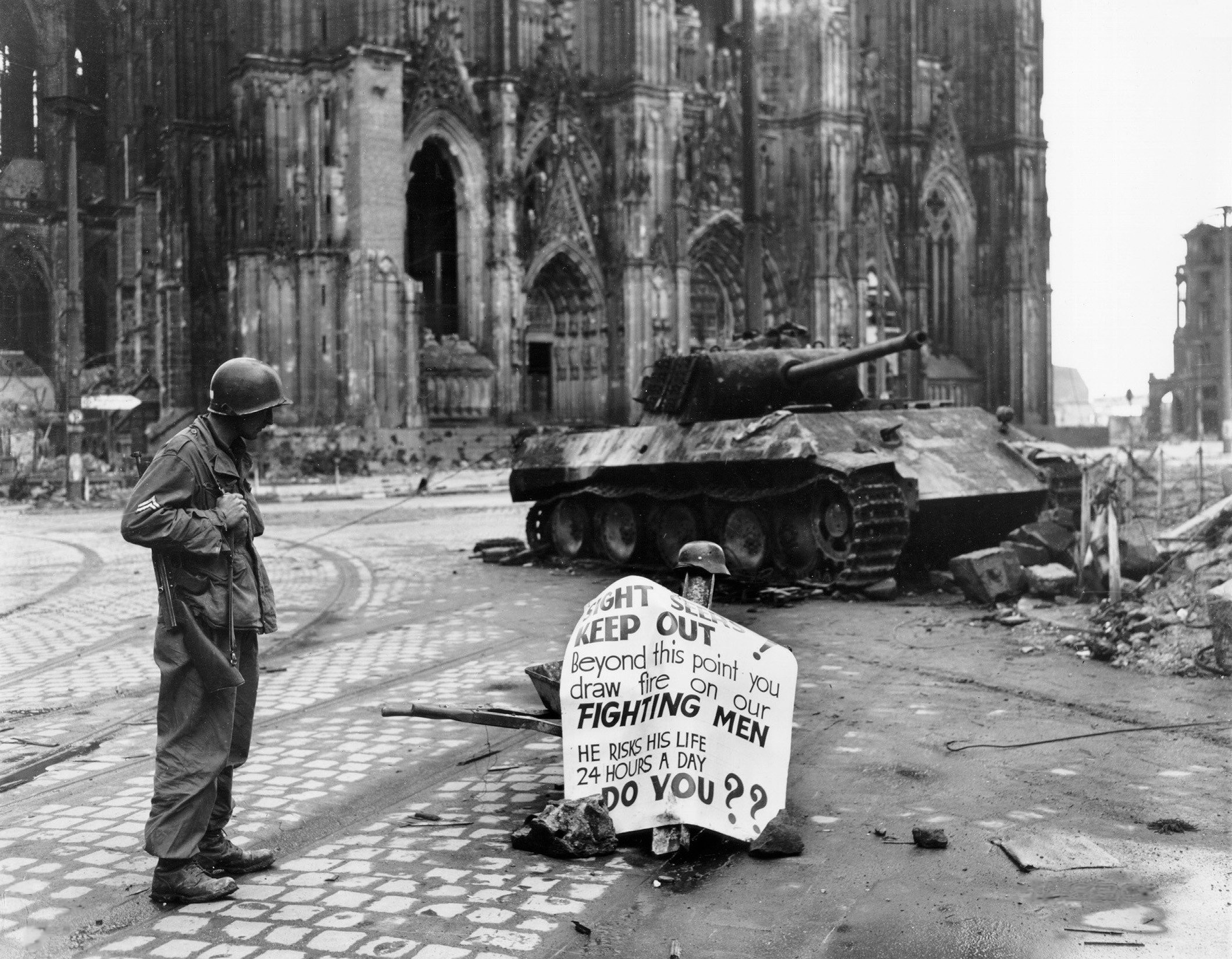
Panther destruido en Colonia en 1945

El Panther vio combate a gran escala por primera vez en Kursk el 5 de julio de 1943. Los primeros Panther estaban plagados de problemas mecánicos: las cadenas orugas y la suspensión se rompían a menudo y el motor era propenso al recalentamiento y a estallar en llamas. Inicialmente, más Panther quedaban fuera de servicio por sus fallos que por acción enemiga.
Heinz Guderian, que no quería que Hitler ordenase que los Panther entraran en combate tan pronto, comentó posteriormente sobre el funcionamiento del Panther en combate: "ardían con demasiada facilidad, los sistemas de combustible y aceite estaban insuficientemente protegidos, y las tripulaciones estaban perdidas debido a la falta de entrenamiento." Sin embargo, Guderian también indicó que la potencia de fuego y el blindaje frontal eran buenos.
Después de Kursk, los problemas del modelo D fueron arreglados. Se mantuvo como el principal carro de combate alemán hasta el final de la guerra. Las versiones posteriores del Panzer IV con cañón largo de 75 mm eran más baratas de producir y más fiables, por lo que su producción se mantuvo junto con la del Panther.
Los Panther vieron la mayoría del servicio en el frente oriental, aunque en el Día D, las unidades Panzer estacionadas en Francia también recibieron Panther que fueron utilizados en el combate por unidades blindadas de la Wehrmacht y de las Waffen SS. Aproximadamente la mitad de los carros de combate alemanes en Francia eran Panther.
Durante la Batalla de las Ardenas cierto número de Panther se configuraron para parecerse a los M10 Wolverine, como parte de una operación mayor, que incluía a soldados paracaidistas disfrazados como estadounidenses y otras actividades similares. En esta operación, denominada Greif, participó el famoso Otto Skorzeny.

## Otros desarrollos

### Panther II

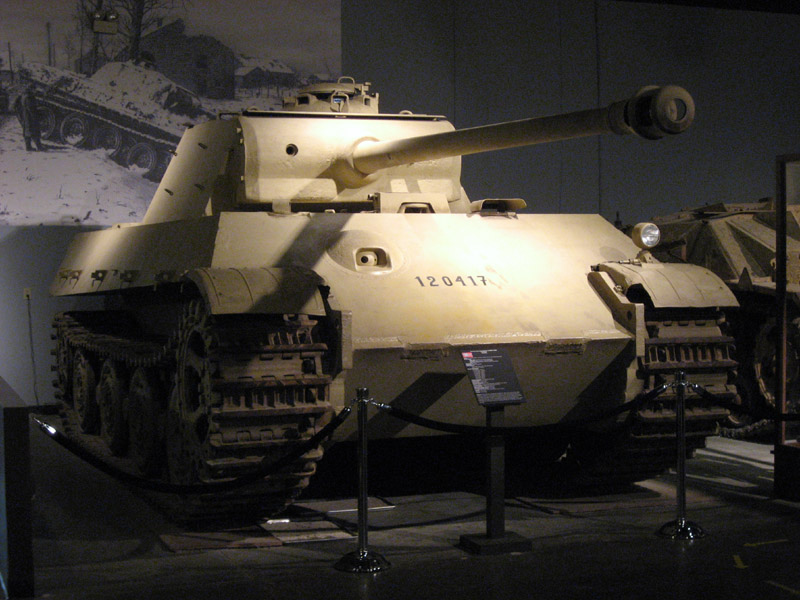
Panther II expuesto en el Museo Patton, en Fort Knox, Kentucky (Estados Unidos)

El trabajo de diseño del Panther II comenzó en febrero de 1943. Su principal objetivo era asegurar la máxima capacidad de intercambio de partes con el Tiger II para facilitar la fabricación. El Panther II tenía así un casco similar al del Tiger II, con idénticas ruedas, cadenas oruga, suspensión y frenos.
El Panther II debía ir equipado con una torreta "schmallturm", más estrecha que la del Panther Ausf. G y con protección mejorada. Sin embargo, el diseño de esta torreta nunca llegó a terminarse.
Se fabricó un único prototipo del chasis del Panther II, que fue equipado con la torreta de un Panther Ausf. G (algunas fuentes indican que la torreta fue añadida por los norteamericanos después de capturarlo). Este prototipo está expuesto en el Museo Patton en Fort Knox.

### Panther Ausf. F

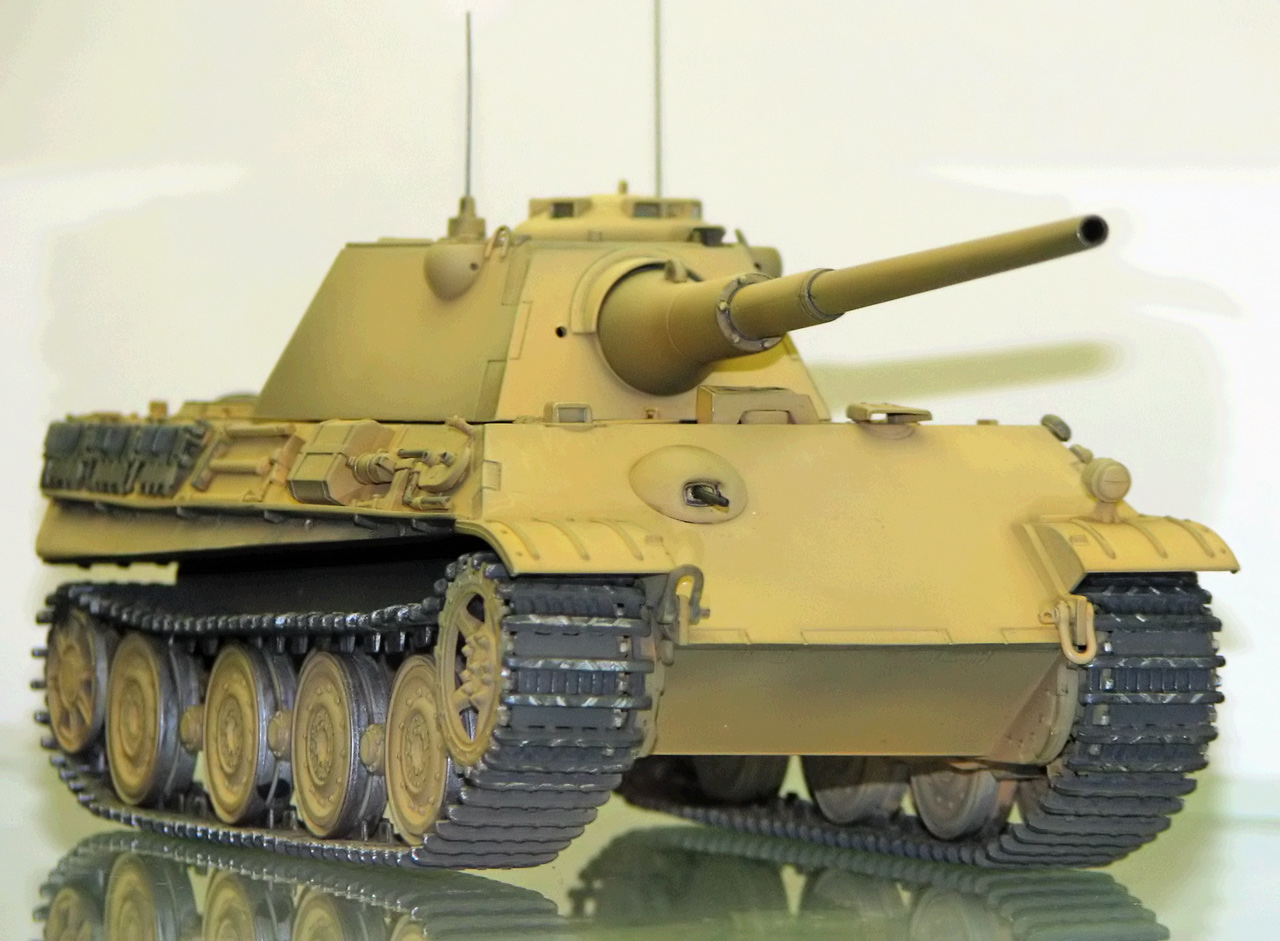
Modelo a escala de un Panther Ausf. F con su propuesta de torreta estrecha

### Vehículos derivados

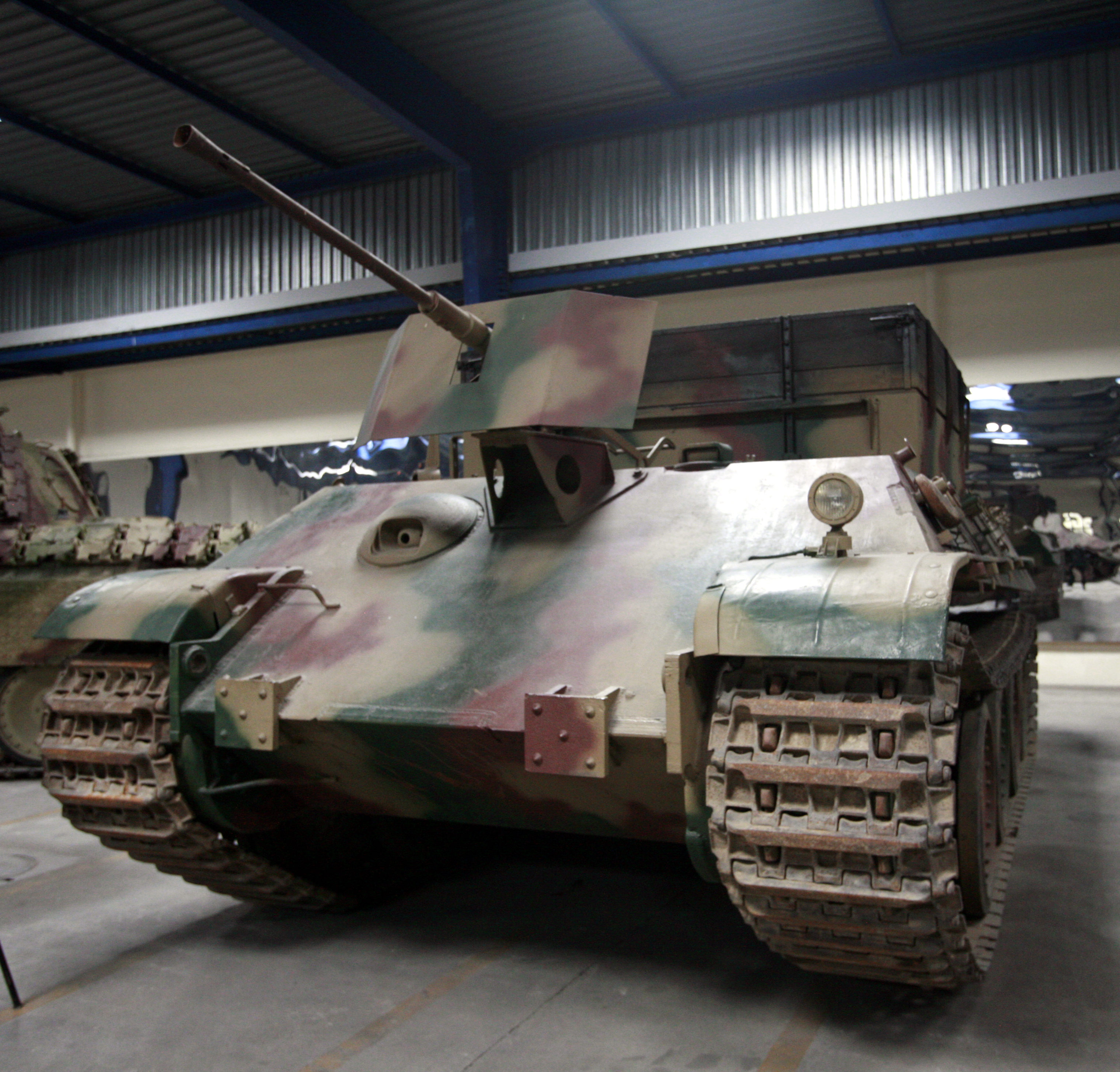
Bergepanther expuesto en el Museo de Blindados de Saumur

- Jagdpanther - cazacarros pesado armado con el cañón de 88 mm L/71
- Befehlspanzer Panther - carro de mando con equipamiento de radio adicional
- Beobachtungspanzer Panther - carro de observación para observadores de artillería; el cañón era simulado y el único armamento eran dos ametralladoras MG 34.
- Bergepanther - vehículo blindado de recuperación
- Flakpanzer Coelian - proyecto de vehículo antiaéreo, planeado para ser armado con cañones antiaéreos gemelos Flak 43 de 37 mm en una torreta blindada.[4]

## Supervivientes

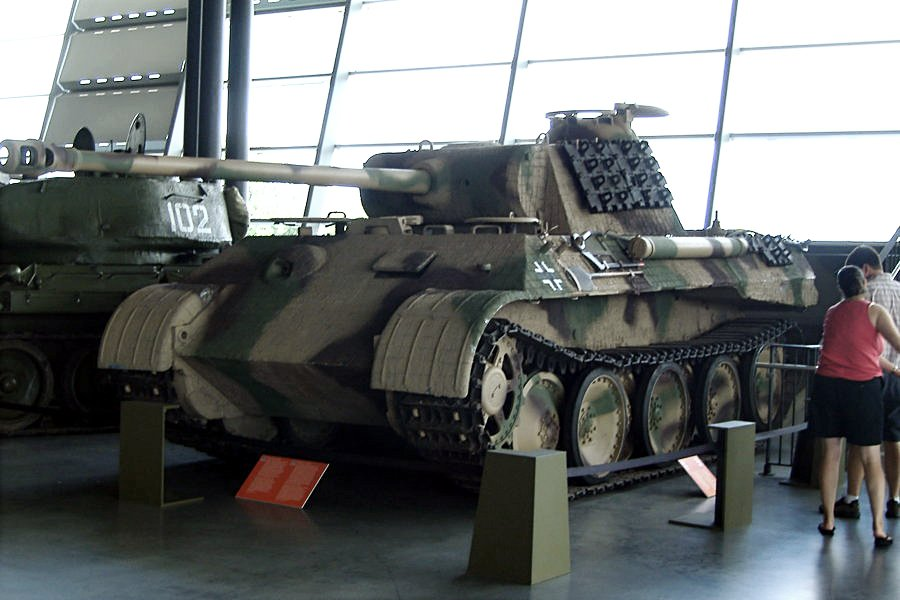
Un Panther Ausf. A restaurado expuesto en el Museo de la Guerra Canadiense en Ottawa
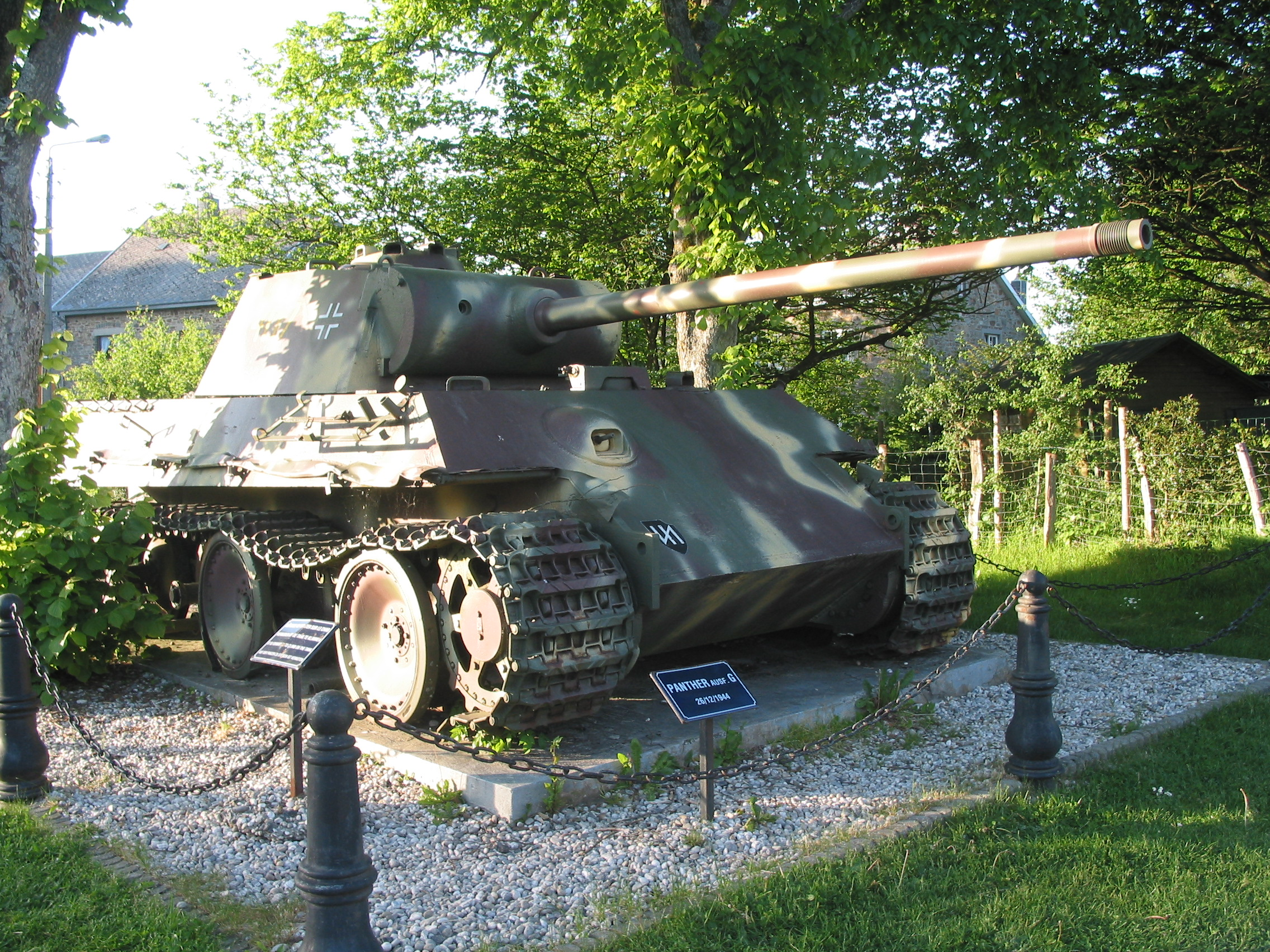
Panther en Manhay, participó en la batalla de las Ardenas

### Desarrollos relacionados
- Jagdpanther

### Carros de combate similares
- T-34

### Secuencias de designación
- Panzer I · Panzer II · Panzer III · Panzer IV · Panzer V Panther · Panzer VI Tiger/Tiger B · Panzer VII Löwe · Panzer VIII Maus